# Pholcus longiventris
Pholcus longiventris là một loài nhện trong họ Pholcidae. Loài này được phát hiện ở Sumatra, de Filipijnen, Fiji và Seychelles.